# مونوریل شهری چیبا
مونوریل شهری چیبا (انگلیسی: Chiba Urban Monorail) یک سیستم مونوریل معلق در چیبا، ژاپن است.
این مونوریل که در سال ۱۹۸۸ تأسیس شده دارای ۲ خط، ۱۸ ایستگاه و ۱۵٫۲ کیلومتر می‌باشد.

## نگارخانه

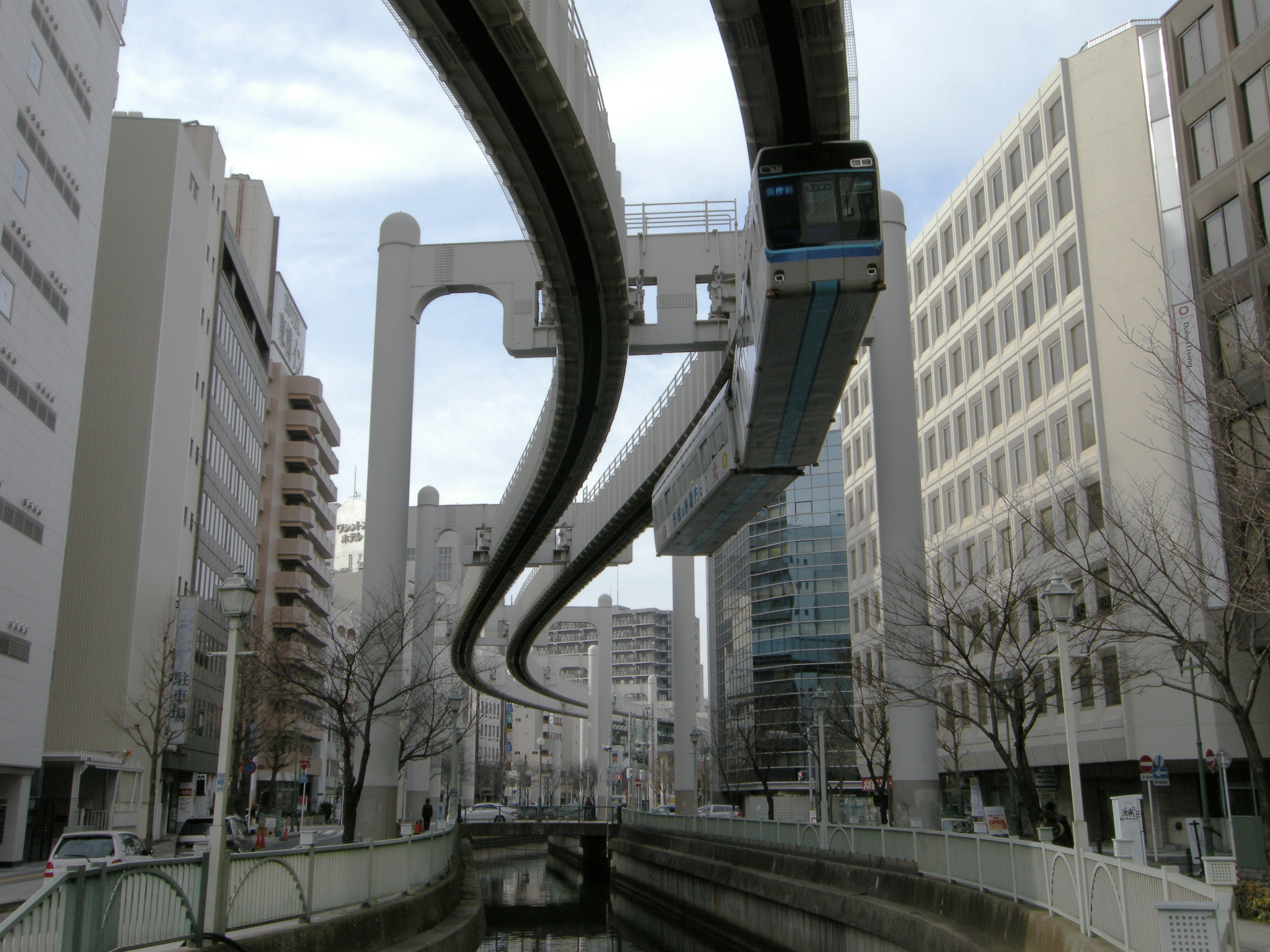
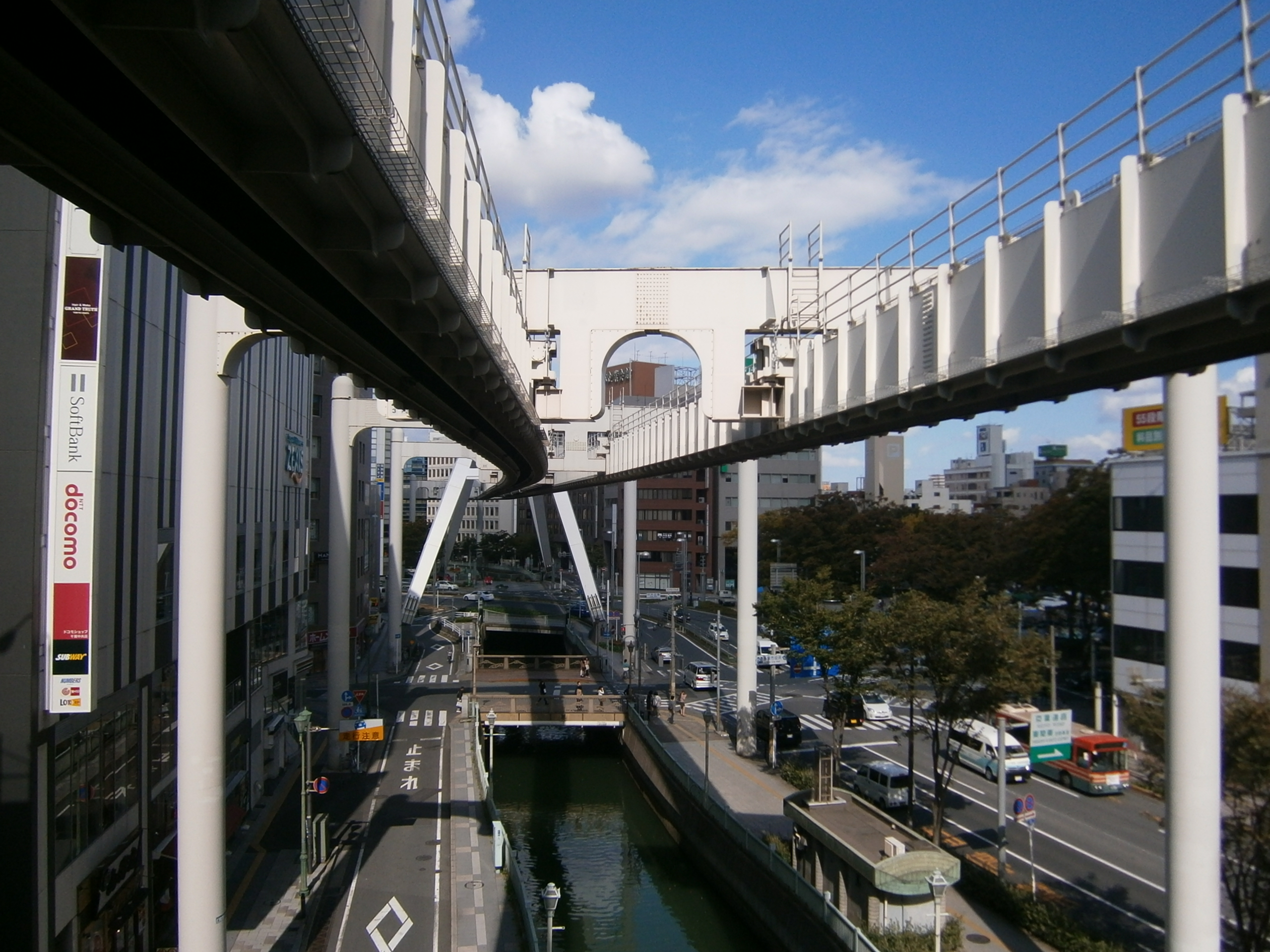
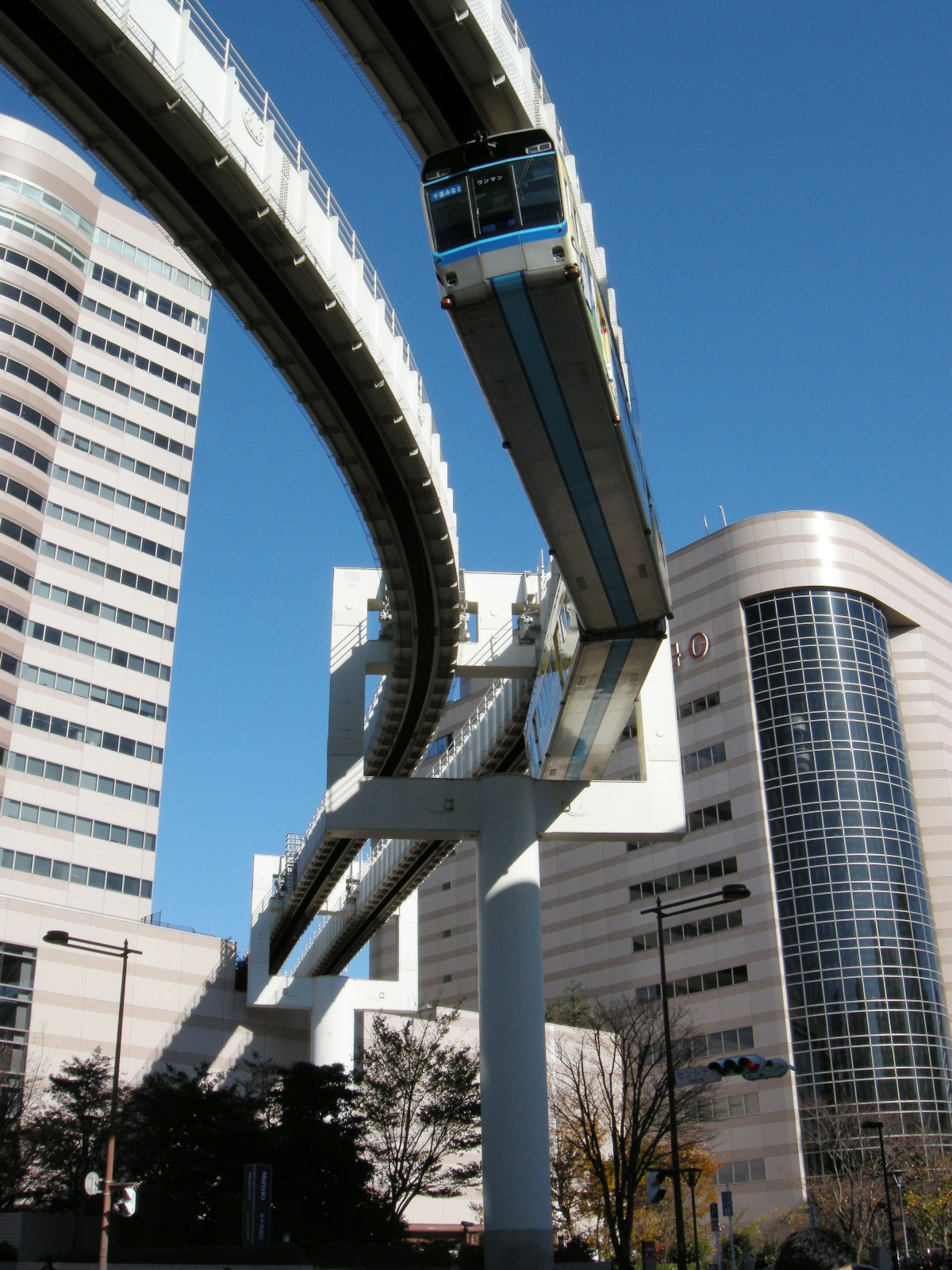
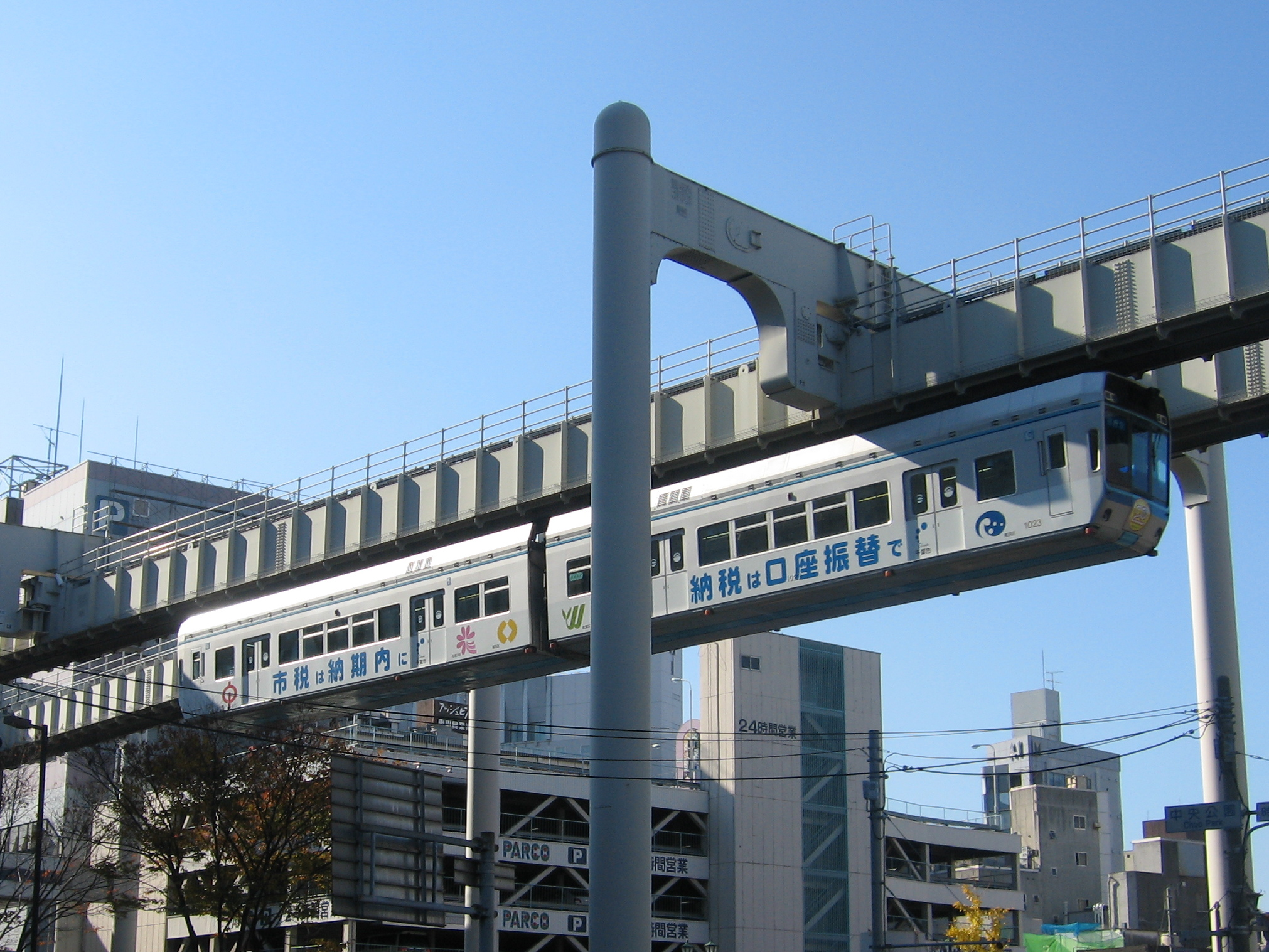
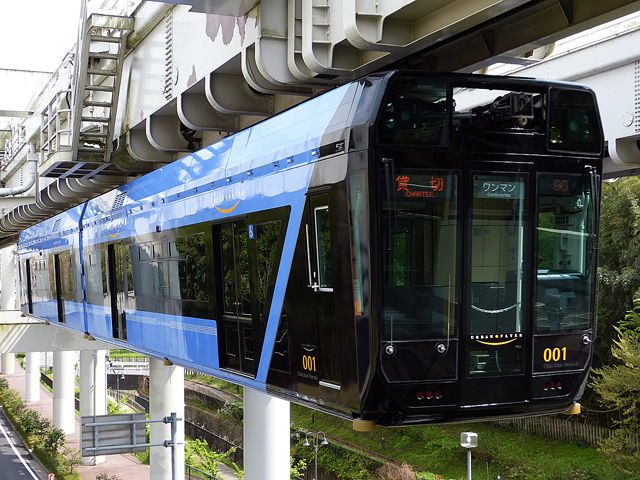